# Arquèves
Arquèves là một thị trấn của tỉnh Somme, thuộc vùng Hauts-de-France, miền bắc nước Pháp.

## Biến động dân số
| 1851 | ? | 1954 | ? | 1962                                                            | 1968 | 1975 | 1982 | 1990 | 1999 |
| ---- | - | ---- | - | --------------------------------------------------------------- | ---- | ---- | ---- | ---- | ---- |
|      |   |      |   | 163                                                             | 171  | 148  | 158  | 137  | 143  |
|      |   |      |   | Nombre retenu à partir de 1962: Population sans doubles comptes |      |      |      |      |      |